# گرترود الیزابت مارا
گرترود الیزابت مارا (انگلیسی: Gertrud Elisabeth Mara; ۲۳ فوریهٔ ۱۷۴۹ – ۲۰ ژانویهٔ ۱۸۳۳) خواننده اپرا اهل انتخابگرنشین هسن بود.